# Maison-musée d'Abdulla Shaig
La maison-musée d'Abdulla Shaig est dédié au célèbre écrivain azerbaïdjanais Abdulla Shaig et est placé sous le contrôle du ministère de la Culture et du Tourisme de la République d'Azerbaïdjan. Il est situé au deuxième étage d'un bâtiment historique à Bakou qui a été construit en 1905.

## Histoire
En 1900, Abdulla Shaig a déménagé de Tbilissi à Bakou et a vécu dans un petit appartement à Itcheri Cheher avec sa mère Mehri et son frère Yusuf Ziya Talibzade. Peu de temps après, il loua plusieurs appartements dans différentes parties de la ville et, finalement, en 1916, déménagea dans un appartement de cinq pièces situé au 2ème étage de l'immeuble de rue Haute Montagne (maintenant appelé la rue A. Shaig) où il habitait jusqu'à la fin de sa vie (1957).
Ahmed Javad, Huseyn Javid, Jafar Jabbarli, Mikail Muchfig, Samad Vurgun et d'autres intellectuels azerbaïdjanais avaient souvent l'habitude de rendre visite à l'écrivain dans cette maison. L'écrivain avait également l'habitude de rencontrer occasionnellement dans cet appartement ses élèves et même des écoliers pour donner des conseils et des instructions.
Le musée a été fondé pour la première fois par le fils aîné de l'écrivain académicien Kamal Talibzade et ouvert au public depuis 2001.

## Expositions
Le musée commémoratif Abdulla Shaig comprend quatre salles. Dans la première salle (utilisée comme cuisine) sont exposés les propres livres de l'écrivain et ses diverses traductions d'œuvres mondialement connues telles que «Chahnameh», «Macbeth», «Gulliver», «Robinson Cruso» etc.
Le salon sert à accrocher les portraits de ses familles: Yusif Ziya Talibzade (son frère aîné), sa femme Chahzade khanoum. Il y a aussi un tapis qui représente l'écrivain et son fils Kamal.
La plupart des activités pédagogiques et de ses œuvres liées au théâtre pour enfants sont exposées dans la troisième salle.
La quatrième pièce (autrefois le bureau d'Abdulla Shaig) un grand nombre de ses objets personnels ont été collectés. Ici, l'exposition la plus précieuse est un bureau que l'écrivain n'a changé qu'à la fin de sa vie.
Dans l'ensemble, le musée aurait plus de 4 000 objets exposés dans quatre salles: des livres d'écrivain, des photos et des objets personnels comme un stylo, une montre et des lunettes. Ulker Talibzade (petite-fille d'Abdulla Shaig) est le directeur du musée.